# Faller

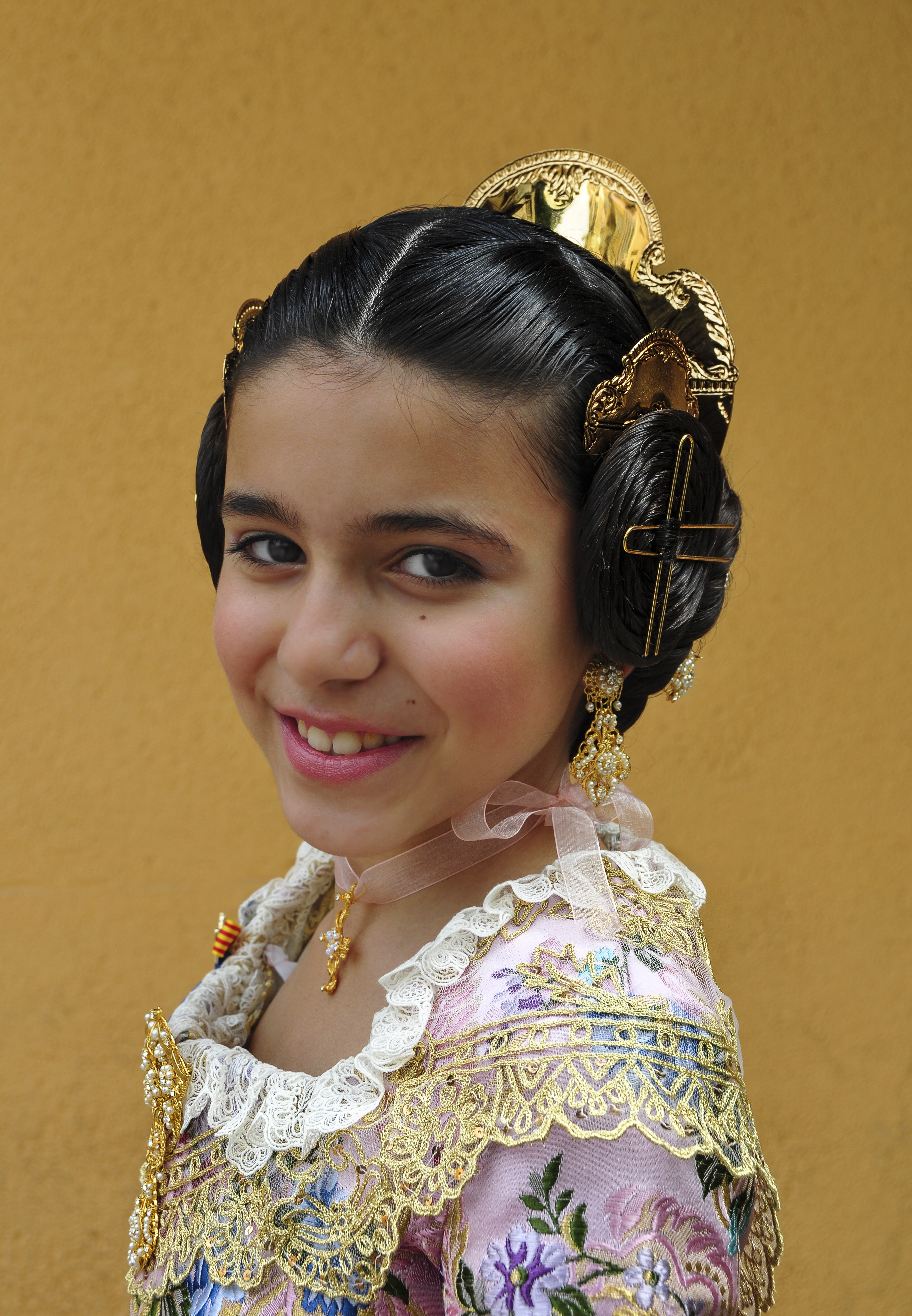
Una jove fallera

Un faller és un membre d'una comissió fallera o d'una falla. Els fallers són els que organitzen i preparen les festes durant tot l'any, replegant diners (amb quotes, loteries, rifes, etc.), i els que més en gaudeixen en el seu moment. La seu de cada comissió és generalment una casa o baix, que pren el nom de casal faller.
Cada comissió tria, d'entre els fallers, un president de la comissió, i d'entre les falleres, la Fallera Major (entre les jóvens, i de vegades no tan jóvens, de la falla) i la Fallera Major Infantil (entre les xiquetes), que faran durant tot l'any de representació de la comissió en tots els actes de la falla.

## Falleres Majors
Vegeu Falleres Majors de València
De totes les falleres majors de les comissions, se'n trien dues corts d'honor (una per a la futura fallera major i una altra per a la fallera major infantil, que arreplega, segons el jurat, les falleres més boniques i amb més gràcia. Les Corts d'Honor acompanyaran en molts actes a les futures falleres majors. Més tard, de les corts d'honor, se'n trien finalment la Fallera Major de València i la Fallera Major Infantil de València, moment que és esperat amb impaciència pels fallers, ja que és un gran honor tindre una fallera major de la comissió. Poc més tard es fa la proclamació d'estes dos falleres, que duraran tot un any.

## Indumentària
Potser el més destacat dels fallers i, sobretot, de les falleres, és la seua indumentària. El vestit de fallera és tota una obra d'art i pot costar, entre el mateix vestit i el pentinat (incloent peineta i altres complements), fins a sis mil euros. Els fallers i falleres s'engalanen per als actes especials, en particular: la presentació, la proclamació i l'ofrena.